# پناهگاه‌های حیات وحش تونگ‌یای–هوی خا خا انگ
پناهگاه‌های حیات وحش تونگ‌یای–هوی خا خا انگ (انگلیسی: Thungyai–Huai Kha Khaeng Wildlife Sanctuaries) نام ثبت‌شده یک میراث جهانی یونسکو در تایلند است که شامل دو پناهگاه حیات وحش مجاور به نام‌های پناهگاه حیات وحش تونگ‌یای و پناهگاه حیات وحش هوای خا خاِنگ می‌شود. این منطقه در استان کانتچانابوری، استان تاک و استان یوتای تانی قرار دارد و بخش بزرگی از مجتمع جنگلی غربی تایلند را تشکیل می‌دهد. این سایت در سال ۱۹۹۱ در فهرست میراث جهانی ثبت شد.
این پناهگاه‌ها که بیش از ۶۰۰٬۰۰۰ هکتار (۱٬۵۰۰٬۰۰۰ جریب فرنگی) در امتداد مرز میانمار امتداد دارند، تقریباً بکر باقی مانده‌اند و نمونه‌هایی از تقریباً تمام انواع جنگل‌های قاره‌ای جنوب شرق آسیا را در بر می‌گیرند. این منطقه زیستگاه مجموعه‌ای بسیار متنوع از جانوران است، از جمله ۷۷ درصد از پستانداران بزرگ (به‌ویژه فیل‌ها و ببرها)، ۵۰ درصد از پرندگان بزرگ و ۳۳ درصد از مهره‌داران خشکی این ناحیه.